# Galerie Marwan Hoss
Pour les articles homonymes, voir Hoss.

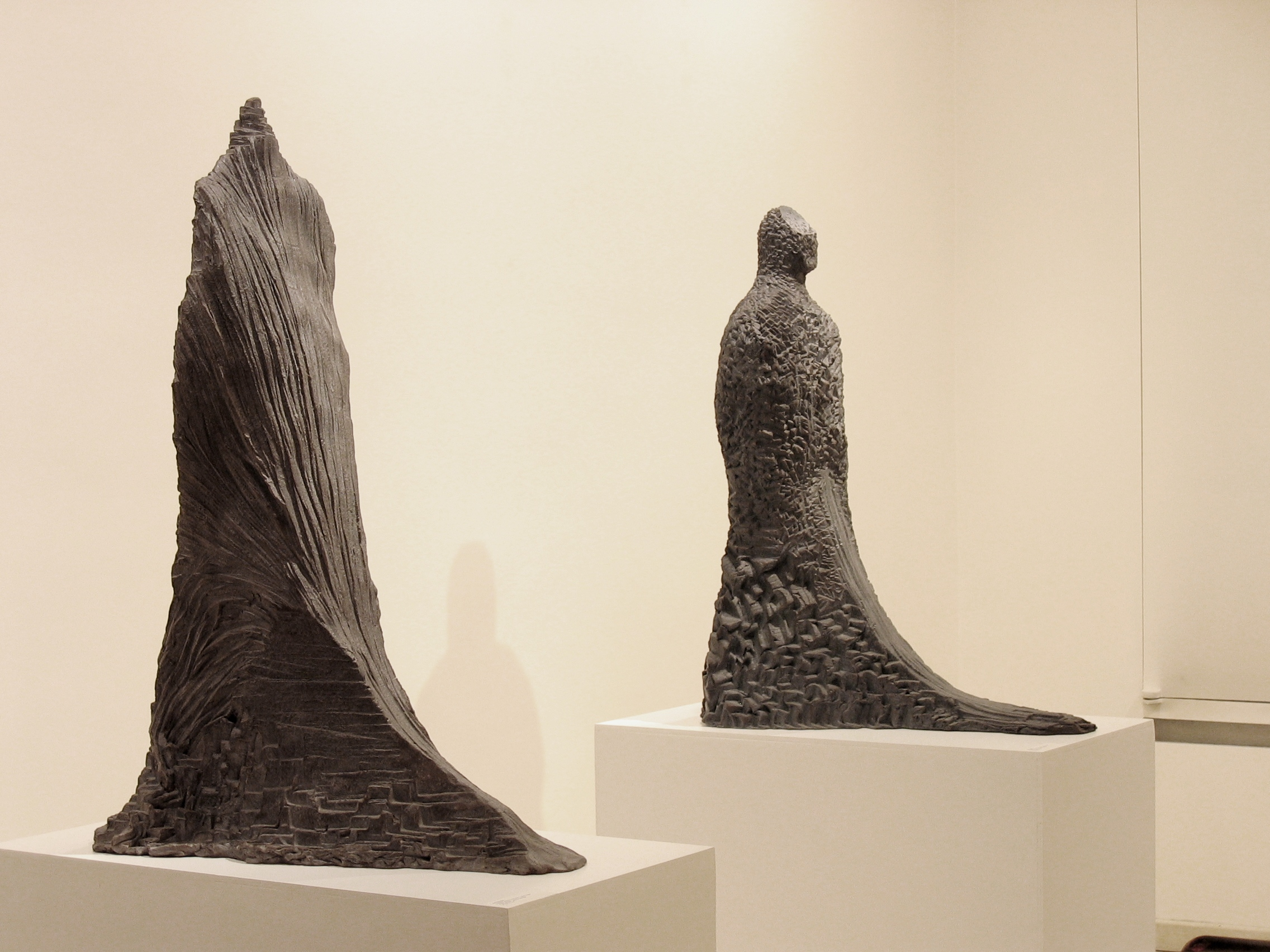
Vue d'une exposition à la galerie Marwan Hoss en 2005.

La galerie Marwan Hoss, située au 12, rue d'Alger à Paris, est une galerie d'art française active de 1985 à 2008.

## Historique
La galerie est créée en 1985 par Marwan Hoss, par ailleurs poète d'origine libanaise et jusque-là directeur de la Galerie de France à Paris. Il emmène avec lui bon nombre des artistes de cette galerie.
À la fin des années 1990, la galerie ayant pris de l'ampleur, Marwann Hoss devient vice-président de la Foire internationale d'art contemporain (FIAC). En 1998, il ouvre avec son fils Karim Hoss une succursale plus contemporaine à Bruxelles, mais des problèmes de santé le poussent à fermer cet espace en 2000. La galerie Marwann Hoss Paris ferme ses portes à la fin de 2008. 
Cette galerie fut une des dix plus importantes galeries françaises d'art moderne et contemporain à cette époque, comme l'attestent la liste des artistes exposés — tous dans les musées nationaux en France et dans le monde —, ainsi que les nombreuses acquisitions réalisées à la galerie par le musée d'Art moderne de la ville de Paris, le musée national d'art moderne et le Fonds national d'art contemporain, mais aussi la participation régulière durant les 15 dernières années de la galerie à Art Basel, la plus réputée des foires d'art contemporain.

## Principaux artistes exposés
- Magdalena Abakanowicz
- Jean Anguera
- Geneviève Asse
- Pierrette Bloch
- Francisco Bores
- Victor Brauner
- Pierre Buraglio
- Alexander Calder
- Eduardo Chillida
- Arnaud Cohen
- Vincent Corpet
- Cícero Dias
- Lyonel Feininger
- Pablo Gargallo
- Henri Gaudier-Brzeska
- Julio Gonzalez
- Arshile Gorky
- Hans Hartung
- Henri Hayden
- Jean Hélion
- Jean-Baptiste Huynh
- Slavko Kopač
- Jean-François Lacalmontie
- Wifredo Lam
- Alain Lambilliotte
- Henri Laurens
- Jacques Lipchitz
- Lluís Marsans
- Etienne Martin
- André Masson
- Henri Michaux
- Joan Miró
- Henry Moore
- Zoran Mušič
- Louise Nevelson
- Ben Nicholson
- Pablo Picasso
- Jean-Marc Nahas
- Josep Riera i Arago
- Jean-Paul Riopelle
- Antonio Saura
- Georges Segal
- Antonio Segui
- Pierre Soulages
- Franck Stella
- Jaime Sunico
- Yves Tanguy
- Joaquín Torres García
- Manolo Valdes
- Vladimir Veličković
- Tom Wesselmann
- Yagues
- Zao Wou-Ki